# Equipo de Copa Davis de Francia
El equipo francés de Copa Davis es el representante de Francia en dicha competición internacional. Su organización está a cargo de la Federación Francesa de Tenis. Desde junio de 2019 el entrenador del equipo es el extenista Sébastien Grosjean.

## Historia

### Los Mosqueteros
Entre 1927 y 1932 el equipo francés conformado por Jean Borotra, Jacques Brugnon, Henri Cochet y René Lacoste fue el líder de la competición al ganar 6 títulos consecutivos (además de jugar otras 3 finales en años anteriores y posteriores), por lo que se ganaron el apodo de "Los Cuatro Mosqueteros" (Les Quatre Mousquetaires), y dan nombre a la copa que se entrega a los ganadores del torneo individual masculino de Roland Garros.

### Actualidad
En la Copa Davis 2008, Francia enfrentó como visitante a Rumania en Sibiu sobre canchas duras por la primera ronda del Grupo Mundial. Allí consiguió una contundente victoria por 5-0. En cuartos de final visitó al campeón defensor, Estados Unidos en Winston-Salem sobre canchas duras indoors. Con la ausencia de Jo-Wilfried Tsonga por lesión, Francia sumó otro inconveniente cuando Richard Gasquet no pudo jugar el primer partido ante Andy Roddick por ampollas. La superioridad en singles de los Estados Unidos inclinó la balanza a su favor pero la pareja Arnaud Clément/Michael Llodra sorprendió al producir la segunda derrota en 16 partidos de Copa Davis de la pareja N.º 1 del mundo, los hermanos Bob Bryan/Mike Bryan. La serie terminó 4-1 en favor de los norteamericanos.
Francia jugó en 2009 en el Grupo Mundial y debutó como visitante ante República Checa, pero perdió en primera ronda 3-2 y debió jugar el repechaje contra Países Bajos. En septiembre de 2009 ganó esa serie 4-1 lo que le permitió permanecer en el Grupo Mundial.
El 2010 fue un muy buen año para el equipo de Guy Forget, ya que llegó a disputar la final contra Serbia tras superar a Alemania, España y Argentina. Pero el equipo de Novak Djokovic de la mano de este, su líder, hizo que se quedaran con el segundo puesto.

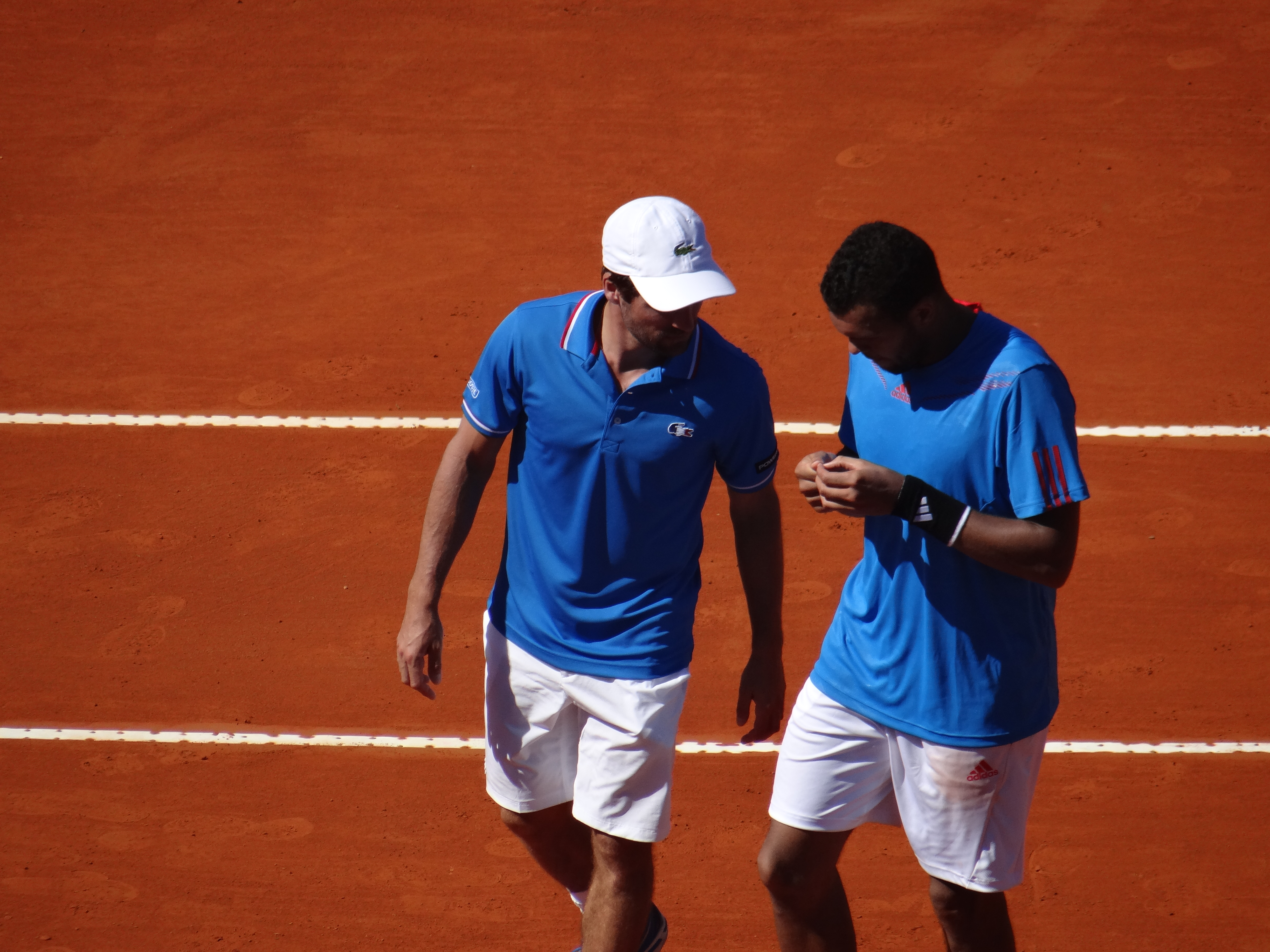
El capitán Clément y Tsonga durante el punto de la serie contra Argentina el 5/04/2013

En el 2013 a Arnaud Clément le tocó reemplazar a Guy Forget como capitán del equipo de Copa Davis. Por primera ronda enfrentaron a Israel en lo que fue un excelente debut de Clément ya que ganaron la serie jugada en el Kindarena de Rouen por 5-0. Los singlistas fueron Jo-Wilfried Tsonga y Richard Gasquet, mientras que la pareja de doblistas estuvo conformada por los olímpicos Michael Llodra y Julien Benneteau.
En la siguiente ronda el equipo galo tuvo que visitar Buenos Aires y la serie se jugó en el Estadio Mary Terán de Weiss. Los franceses llegaron como amplios favoritos, a pesar de la lesión de último momento de Gasquet, y con un historial de 5 enfrentamientos a su favor en el historial contra Argentina. Sin embargo el equipo local los sorprendió y terminaron perdiendo la ajustada serie 3-2. El quinto partido lo definió el argentino Carlos Berlocq ante Gilles Simon, quien entró como singlista ante la baja del número 2 francés, Richard Gasquet.
El 2017 Francia campeón del mundo...

### Plantel 2018
| Jugador               | Individuales | Dobles |
| --------------------- | ------------ | ------ |
| Nicolas Mahut         | 1 - 2        | 8 - 2  |
| Jo-Wilfried Tsonga    | 21 - 8       | 6 - 1  |
| Pierre-Hugues Herbert | 0 - 1        | 6 - 1  |
| Richard Gasquet       | 14 - 10      | 4 - 2  |
| Jérémy Chardy         | 5 - 1        | 0 - 0  |
| Lucas Pouille         | 7 - 3        | 0 - 0  |
| Gilles Simon          | 8 - 10       | 0 - 0  |
| Julien Benneteau      | 3 - 4        | 8 - 4  |
| Adrian Mannarino      | 1 - 1        | 0 - 0  |
| Benoît Paire          | 1 - 0        | 0 - 0  |

## Uniformes
| Comisión Técnica 02. | Primero de Juego. | Segundo de Juego. | Tercero de Juego y Entrenamiento. | Primero de Entrenamiento. | Segundo de Entrenamiento. | Especial Rosado. | Especial Azulado. |